# Dellbrück (Kolonia)
Dellbrück, Köln-Dellbrück — dzielnica miasta Kolonia w Niemczech, w okręgu administracyjnym Mülheim, w kraju związkowym Nadrenia Północna-Westfalia, na prawym brzegu Renu.